# François Sasseville (hockey sur glace)
Pour les articles homonymes, voir François Sasseville.
François Sasseville (né le 7 février 1977) est un joueur québécois de hockey sur glace .

## Statistiques
| Saison    | Équipe                      | Ligue |    | Saison régulière | Saison régulière | Saison régulière | Saison régulière | Saison régulière |    | Séries éliminatoires | Séries éliminatoires | Séries éliminatoires | Séries éliminatoires | Séries éliminatoires |
| Saison    | Équipe                      | Ligue | PJ | B                | A                | Pts              | Pun              | PJ               | B  | A                    | Pts                  | Pun                  |                      |                      |
| 1993-1994 | Voltigeurs de Drummondville | LHJMQ | 66 | 4                | 7                | 11               | 65               |                  |    |                      |                      |                      |                      |                      |
| 1994-1995 | Voltigeurs de Drummondville | LHJMQ | 62 | 18               | 11               | 29               | 80               | 4                | 1  | 0                    | 1                    | 4                    |                      |                      |
| 1995-1996 | Voltigeurs de Drummondville | LHJMQ | 43 | 5                | 13               | 18               | 82               | --               | -- | --                   | --                   | --                   |                      |                      |
| 1995-1996 | Mooseheads d'Halifax        | LHJMQ | 23 | 7                | 10               | 17               | 19               | 6                | 0  | 0                    | 0                    | 2                    |                      |                      |
| 1996-1997 | Mooseheads d'Halifax        | LHJMQ | 70 | 37               | 36               | 73               | 59               | 18               | 10 | 13                   | 23                   | 16                   |                      |                      |
| 1997-1998 | Ice Pilots de Pensacola     | ECHL  | 21 | 5                | 4                | 9                | 4                | --               | -- | --                   | --                   | --                   |                      |                      |
| 1997-1998 | Rafales de Québec           | LIH   | 52 | 6                | 5                | 11               | 34               | --               | -- | --                   | --                   | --                   |                      |                      |
| 1998-1999 | Gears de Saginaw            | UHL   | 70 | 23               | 30               | 53               | 49               | --               | -- | --                   | --                   | --                   |                      |                      |
| 1998-1999 | Griffins de Grand Rapids    | LIH   | 3  | 0                | 0                | 0                | 2                | --               | -- | --                   | --                   | --                   |                      |                      |
| 1999-2000 | Saginaw/Ohio Gears          | UHL   | 20 | 10               | 9                | 19               | 18               | --               | -- | --                   | --                   | --                   |                      |                      |
| 1999-2000 | IceHawks de l'Adirondack    | UHL   | 50 | 22               | 14               | 36               | 20               | 2                | 0  | 0                    | 0                    | 4                    |                      |                      |
| 2000-2001 | Mustangs de Phoenix         | WCHL  | 3  | 1                | 1                | 2                | 0                | --               | -- | --                   | --                   | --                   |                      |                      |
| 2000-2001 | IceHogs de Rockford         | UHL   | 63 | 17               | 14               | 31               | 70               | --               | -- | --                   | --                   | --                   |                      |                      |
| 2001-2002 | Sabercats de Tacoma         | WCHL  | 51 | 15               | 14               | 29               | 26               | 10               | 3  | 2                    | 5                    | 4                    |                      |                      |
| 2002-2003 | Royaux de Sorel             | LHSPQ | 33 | 11               | 5                | 16               | 10               | 4                | 0  | 2                    | 2                    | 14                   |                      |                      |
| 2003-2004 | Royaux de Sorel             | LHSMQ | 41 | 4                | 9                | 13               | 23               | 6                | 1  | 0                    | 1                    | 2                    |                      |                      |